# Katharine Russell
Katharine Louisa Russell, Viscountess Amberley, född Stanley 3 april 1842, död 28 juni 1874, var en brittisk feminist. Hon var en pionjär inom den brittiska kvinnorörelsen och känd för sitt stöd för preventivmedel och kvinnors rösträtt till utbildning. Hon var mor till filosofen Bertrand Russell.

## Biografi
Katharine Russell var dotter till politikern Edward Stanley, 2nd Baron Stanley of Alderley och feministen Henrietta Stanley, Baroness Stanley of Alderley. Katharine Russell gifte sig 8 november 1864 med politikern och författaren John Russell, Viscount Amberley.
Äktenskapet beskrivs som lyckligt, och maken kom att visa henne stöd i hennes intressen och offentliga engagemang. Hon hade ett sexuellt förhållande med biologen Douglas Spalding, men detta störde inte deras relation utan skedde med makens godkännande. Spalding var verksam vid parets gods i sitt arbete som forskare: Katharine Russel hjälpte honom som hans assistent. Under denna tidsperiod ansågs sexuellt umgänge medicinskt nödvändigt för en vuxen mans hälsa, och Spalding, som var en god vän till paret, hade tuberkulos och kunde därför inte gifta sig. Paret Russels son Bertrand kommenterade senare att hans föräldrar hade varit oroliga för att Spaldings celibat skulle skada hans hälsa eftersom han inte kunde gifta sig, därför tilläts Spalding att "leva med henne", men att han inte hade hittat några bevis på att hans mor hade tyckt om det. Några kommentarer från de inblandade själv finns inte, eftersom Katharines svärmor fick reda på saken och förstörde brev, dagboksanteckningar och andra skrifter som omnämnde förhållandet efter Katharine Russells död.

### Engagemang
Katharine Russells mor var känd för sitt engagemang för kvinnors utbildning, och Katharine Russell kom att själv intressera sig för jämlikhet. Hon stödde kvinnors rätt till utbildning, anställde Elizabeth Garrett Anderson som sin personliga läkare och gav Emily Bovell stipendium för att studera medicin. År 1865 presenterade Harriet Grote henne för Helen Taylor, och hon engagerade sig därefter i rösträtt för kvinnor, en fråga som precis då togs upp till offentlig debatt. Hon signerade 1866 en petition till förmån för kvinnlig rösträtt, besökte USA och träffade Lucretia Mott 1867, och valdes till ordförande för den nybildade Bristol and West of England Women's Suffrage Society 1870. Hon höll sedan offentliga föredrag där hon förespråkade kvinnors rätt till rösträtt, utbildning och alla yrken.
Att engagera sig i kvinnorörelsen var ovanligt för en medlem av adeln, då de flesta engagerade rösträttskvinnor tillhörde medelklassen snarare än överklassen, och "lady Amberleys" engagemang sågs som en skandal i societeten, särskilt då det innebar att hålla offentliga tal, något som vid denna tid inte ansågs vara helt passande för en överklasskvinna. Efter att hon höll ett offentligt tal till förmån för rösträtten på Mechanics Institute at Stroud 25 maj 1870, efter ett offentligt rösträttsmöte på Hanover Square Rooms, uttalade drottning Victoria den sedan välkända kommentaren: "Lady Amberley ought to get a good whipping".

### Död och eftermäle
Katharine Russell uppmärksammades mycket för sitt engagemang under sin samtid, men var i själva verket inte verksam under särskilt många år. År 1874 smittades hon med difteri och avled. Hennes make beskrivs som djupt förtvivlad över hennes död och bröt mot samtida seder genom kremera henne, vilket väckte skandal i societeten. 